# پل دنت
پل دِنت (به انگلیسی: Dent Bridge) یک پل معلق است که در اوروفینو، آیداهو در ایالات متحده آمریکا واقع شده است. این پل در سال ۱۹۷۱ تکمیل شد و دهانه اصلی آن ۴۷۰ متر طول دارد.